# ヒポクラテスの誓い (小説)
『ヒポクラテスの誓い』（ヒポクラテスのちかい）は中山七里の推理小説。祥伝社が発行している月刊小説誌『小説NON』に2014年2月号から11月号まで連載され、加筆・訂正されたうえで2015年5月に単行本が刊行された。文庫本は、東京医科歯科大学法医学分野の教授である上村公一による監修の下、2016年6月に刊行された。
第5回日本医療小説大賞最終候補作。
浦和医大に勤める研修医の栂野真琴が、ある事情から法医学教室に入ることになり、教室の主である光崎藤次郎教授とともに遺体の解剖を通して真実を明らかにしていく法医学ミステリー。これまで著者の複数の作品に登場してきた解剖医の光崎が準主役として登場する。また、埼玉県警の古手川も登場する。
タイトルの「ヒポクラテスの誓い」とは、医師の倫理・任務などについての、ギリシア神への宣誓文のことである。

## あらすじ
一 生者と死者
浦和医大の研修医・栂野真琴は内科の津久場教授のアドバイスで、法医学教室へ足を踏み入れた。法医学教室の主・光崎藤次郎教授には覚悟のなさを見抜かれ、追い返されそうになるが「死体好き」の准教授・キャシー・ペンドルトンの仲裁もあり、しばらく「試用期間」として働くことを認められたのだった。すぐに埼玉県警から解剖の要請があり、真琴たちは現場に向かう。埼玉県皇山町の河川敷で発見された遺体は峰岸透(54)のものだった。泥酔した上、寝入ってしまった末の凍死と思われたが、現場にいた埼玉県警捜査一課の古手川が被害者の洒脱な服装に対して現場に転がっていた焼酎が722ccで580円の安物であったことに違和感を感じ、光崎に解剖を要請したのだった。
二 加害者と被害者
ある日、法医学教室に9歳の女の子・篠田凪沙（しのだなぎさ）から「事故で死んだ人を解剖して欲しい」と電話がかかってくる。凪沙によると彼女の父親が車で女性を撥ね、死なせてしまったという。だが、父親は慎重すぎるほど慎重な運転を心掛ける人間であり、凪沙をはじめとする家族はどうしても父親がそんなことをしたとは信じられないと話す。キャシーの進言もあり、真琴はキャシーと2人で事故の管轄である大宮東署を訪れる。そこにはなぜか埼玉県警の古手川がいた。
三 監察医と法医学者
ボートレース平和島で行われた競艇のレース中に、選手の真山慎司がコースから大きく外れ、防波堤に激突、投げ出されて死亡した。東京都内の事故で埼玉県警の管轄外だったが、真山は埼玉県川口市に在住で既往症を持っていた。古手川は光崎からの要請で捜査資料を持参し、法医学教室にやってきた。東京都監察医務院による死体検案調書と解剖報告書のコピーを見た光崎は本当にこのとおりかどうか、遺体を確認してこいと古手川に言い、真琴とキャシーにも同行するよう求めた。真山家を訪れた3人が棺の中を確認したところ、遺体には解剖された痕跡がなかった。
四 母と娘
真琴の親友、柏木裕子は長くマイコプラズマ肺炎を患い、自宅で母の看病のもと療養していた。長い闘病にもかかわらずなかなかよくならない裕子を心配していた矢先、裕子が浦和医大に緊急搬送されてきた。懸命の治療にもかかわらず、裕子は亡くなってしまう。遺族が望んでいないにもかかわらず、病理解剖をさせろという光崎。しかも親友である真琴に、家族を説得しろと言う。
五 背約と誓約
久しぶりに内科を訪れた真琴は、内科の研修中に津久場の補佐として担当していた倉本沙雪(10)を見舞う。当時、腹膜炎で入院して一旦退院したが、再発してふたたび入院してきたという。ところが数日後、急変した沙雪はそのまま亡くなってしまう。違和感を覚えた真琴は遺族に病理解剖を勧めるが、希望しないという。そこで念のため、沙雪のカルテをナースステーションに見に行くが、なぜか無い。血液検査の結果ならばコンピューターに残っているだろうと検査室のコンピューターを検索するが、沙雪の名前は無かった。

## 登場人物

### 浦和医大
栂野 真琴（つがの まこと）
主人公。浦和医大に勤める研修医。いくつかの科をまわり、内科の研修中に臨床研修長で内科の教授である津久場に「広範な知識の取得」のために法医学教室での研修を勧められ法医学教室にやってきた。
光崎 藤次郎（みつざき とうじろう）
法医学教室の教授。60代半ばで白髪のオールバック。短躯で歩くのが遅い。常に偏屈で傲岸不遜な態度だが、海外に名を轟かすほどの一流の法医学者で、ひとたびメスを持てばその速さと正確さは目を瞠るほどである。
キャシー ペンドルトン
法医学教室の准教授。コロンビア医大に在学中に光崎の存在を知り、論文やビデオを見て感銘を受け、日本語を勉強したのち日本にやってきた。日本語は流ちょうだが、時々おかしなところでことわざを使ったり、意味が分かりにくかったりする。死体が好きなことを公言している。
津久場 公人（つくば きみと）
内科の教授で臨床研修長を兼ねている。光崎と対等に話せる数少ない人物。解剖数を増やそうとする光崎を心配している。
須見 理恵子（すみ りえこ）
内科の看護婦。

### 警察・捜査関係者
古手川 和也（こてがわ かずや）
埼玉県警捜査一課の刑事。
国木田（くにきだ）
埼玉県警の検視官。
渡瀬（わたせ）
古手川の上司。本作では名前のみの登場。
多田井（ただい）
大宮東署交通課の刑事。
郷田（ごうだ）
埼玉県警の警察医。
剣持 達見（けんもち たつみ）
東京都監察医務院の監察医。
堀内（ほりうち）
大森署刑事課の刑事。
栗栖（くりす）
埼玉県警捜査一課の課長。

## 書評
書評家の大森望は、「勧善懲悪とはちょっと違うが、真実の究明を核とする痛快無比のエンターテインメント性を正面から追求するのが本書の魅力。幾多の障壁を突破して、ついに遺体が解剖され、真相が明らかになった瞬間、スカッと胸がすく爽快感が味わえる。」、「見せ場となる解剖シーンは、それこそ『さよならドビュッシー』のピアノ演奏シーンさながら、迫力満点の筆さばきで華麗かつディテール豊かに描かれる。」と評した。

## テレビドラマ
同名タイトルのドラマが、WOWOW連続ドラマWの「日曜オリジナルドラマ」枠で2016年10月2日から10月30日まで全5回で放送された。主演は北川景子。

### キャスト
- 栂野真琴 - 北川景子[5]
- 光崎藤次郎 - 柴田恭兵[5]
- 古手川和也 - 尾上松也[5]
- 樫山輝 - 濱田マリ[5]
- 柏木裕子 - 佐藤めぐみ[5]
- 梶原英雄 - 相島一之[5]
- 坂元義彦 - 金田明夫[5]
- 津久場公人 - 古谷一行[5]

### スタッフ
- 原作 - 中山七里『ヒポクラテスの誓い』（祥伝社文庫刊）
- 監督 - 内片輝
- 脚本 - 篠崎絵里子
- 音楽 - フジモトヨシタカ、戸田有里子
- 医療指導 - 上村公一、鵜沼香奈、中澤暁雄、山本昌督
- 警察監修 - 永澤敏敬
- 特殊造形 - 神田文裕（メイクアップディメンションズ）
- CG - 佐々木宏（IMAGICAウェスト）
- 技術協力 - フォーチュン、アップサイド、Kカンパニー
- 照明協力 - ハートス
- 美術協力 - KHKアート、日映装飾美術
- 音響効果 - メディアハウスサウンドデザイン
- スタジオ - TMC-1
- チーフプロデューサー - 青木泰憲
- プロデューサー - 堤口敬太、河角直樹
- 制作協力 - 国際放映
- 製作著作 - WOWOW

### 放送日
| 放送回 | 放送日   |
| ------ | -------- |
| 第一話 | 10月02日 |
| 第二話 | 10月09日 |
| 第三話 | 10月16日 |
| 第四話 | 10月23日 |
| 最終話 | 10月30日 |

| WOWOW 日曜オリジナルドラマ 連続ドラマW                    | WOWOW 日曜オリジナルドラマ 連続ドラマW          | WOWOW 日曜オリジナルドラマ 連続ドラマW              |
| 前番組                                                    | 番組名                                          | 次番組                                              |
| --------------------------------------------------------- | ----------------------------------------------- | --------------------------------------------------- |
| WOWOW開局25周年記念 沈まぬ太陽 （2016年5月8日 - 9月25日） | ヒポクラテスの誓い （2016年10月2日 - 10月30日） | 水晶の鼓動 殺人分析班 （2016年11月13日 - 12月11日） |